# Snöklockan

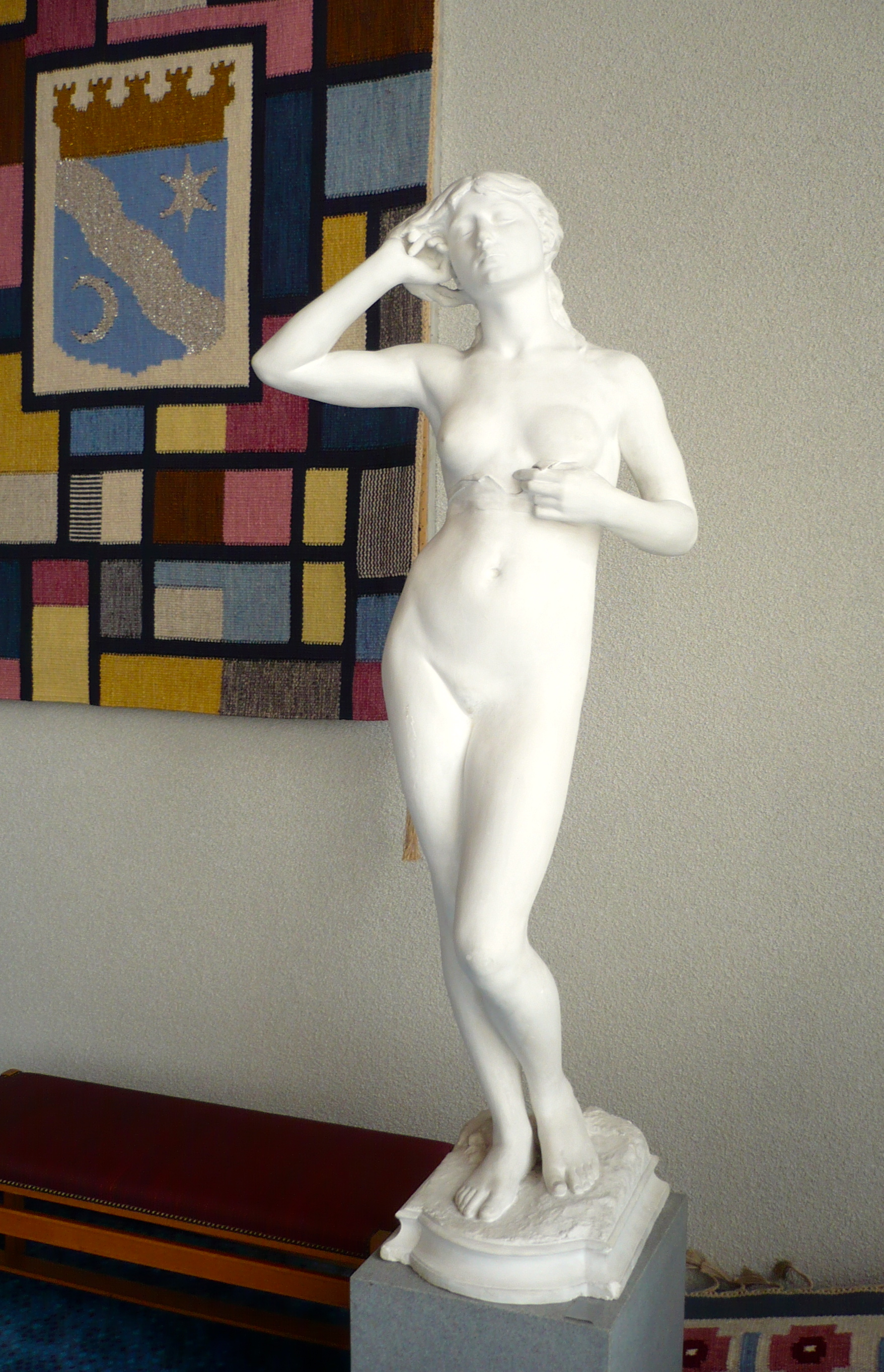
Snöklockan (gips) i Ronneby stadshus.

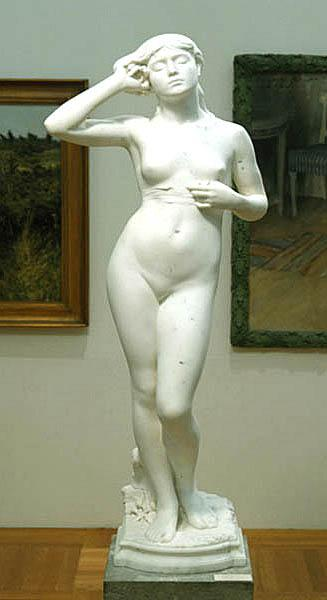
Snöklockan (marmor) på Nationalmuseum.

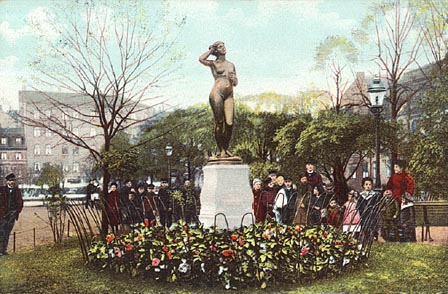
Snöklockan (brons) på Mariatorget vid sekelskiftet 1900.

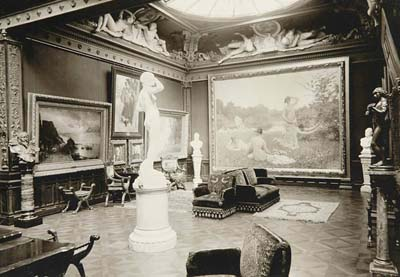
Snöklockan (marmor) och takskulpturer av Per Hasselberg, Fürstenbergska galleriet.

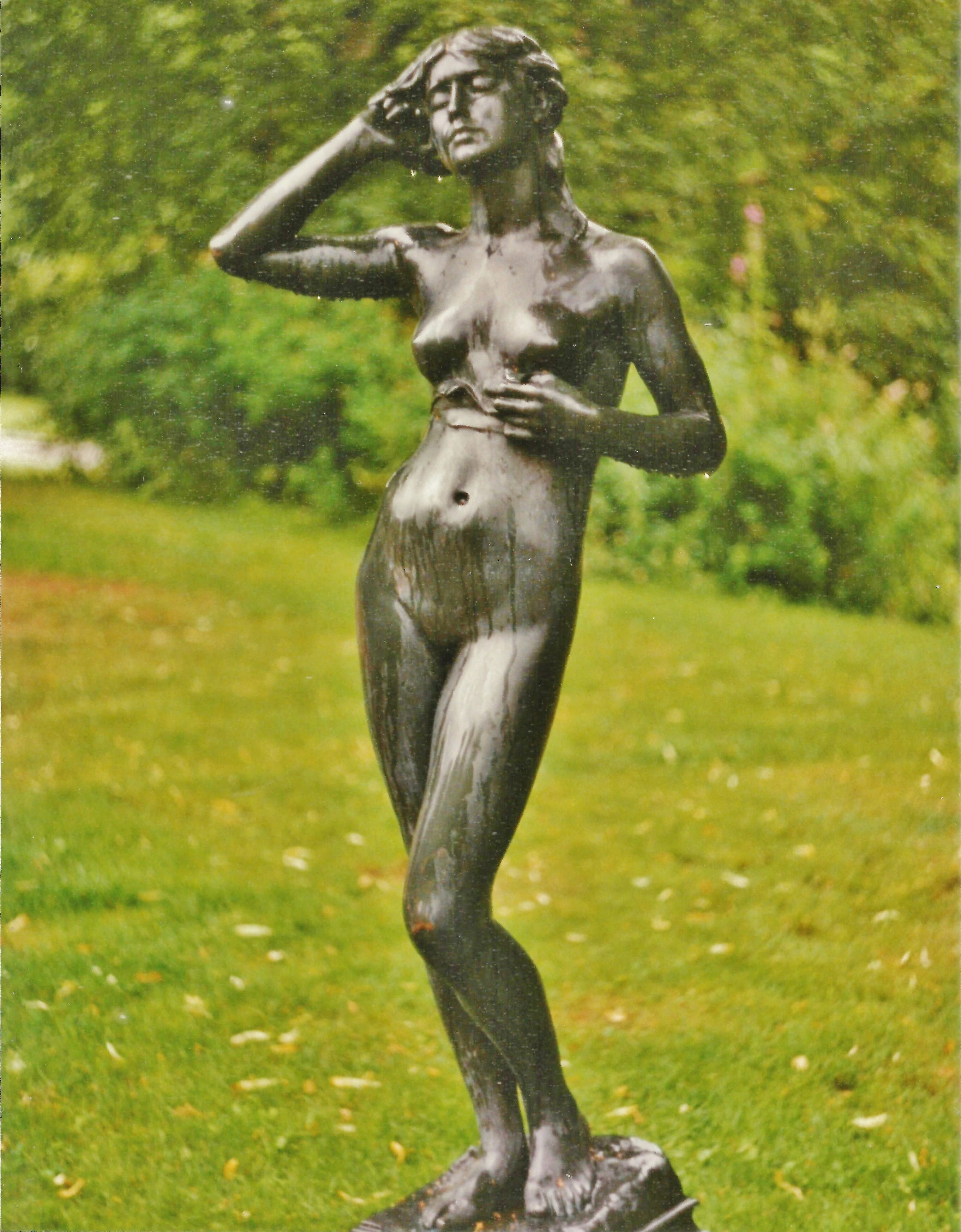
Snöklockan gjuten i brons 1953 hos C & A Nicci (Rom) för Rottneros Park i Sunne, Värmland.

Snöklockan (franska: La Perce-Neige) är en skulptur föreställande en stående kvinnofigur, utförd i gips av Per Hasselberg 1881.

## Beskrivning
Det var en sextonårig italienska som stod modell, framställd som en ung, oskuldsfull flicka som tar klivet ur barndomen och blir till en kvinna. Vid fötterna växer en snödroppe, som Hasselberg först kallade för "Snöskatan" och senare - något oegentligt - för "Snöklockan".
Snöklockan antogs till 1881 års Salon i Paris och belönades som enda svenska konstverk med ett hedersomnämnande, vilket innebar Per Hasselbergs definitiva genombrott som konstnär. Nationalmuseum beställde verket i marmor 1883 till ett pris av 6 000 kronor, och den tilldelades guldmedalj på 1883 års Salon.
Verket nådde stor popularitet och fick stor spridning i både offentliga och privata sammanhang, i form av repliker, reduktioner och reproduktioner. Skulpturen göts i brons för Mariatorget i Stockholm. Den invigdes i november 1900 och hade skänkts av direktör C.R. Lamm på Ludvigsberg. Detta var stadens första skulptur, som rests enbart som konstverk och inte för att hedra någon känd person.

## Exemplar i urval
- Original i gips (162 cm): Ronneby stadshus (1881), Waldemarsudde (inköpt 1943) och i privat ägo.
- Original i marmor: Nationalmuseum i Stockholm (1883)[4], Göteborgs konstmuseum (1885)[5], Glyptoteket i Köpenhamn (1887-1889)[6] och Österslättsskolan i Karlshamn (1890)[7].
- Gjuten i brons 1900 hos Meyers konstgjuteri (Mariatorget, Stockholm).[8]
- Gjuten i brons 1910 hos Nordiska kompaniets verkstäder i Nyköping, Kronbergs minne, Falun.[9]
- Gjuten i brons 1917 hos Meyers konstgjuteri, Ronneby torg.[10]
- Gjuten i brons 1953 hos C & A Nicci, Rom för Rottneros Park.[11][12]
- Miniatyrer i parian, 1700 statyetter (höjd 50 cm) tillverkades 1888-1926 och 625 statyetter (höjd 60 cm) tillverkades 1887-1926 av Gustavsbergs porslinsfabrik.[13][14]
- Staty i Skottorps slottspark.[15]